# A tallahasseei férfi (Lost)
Az A tallahassee-i férfi a tizenharmadik rész a  Lost című televíziós sorozat harmadik évadjában. Az epizód középpontjában John Locke áll.

## Ismertető
|  | Alább a cselekmény részletei következnek! |

### Visszaemlékezések
Locke első visszaemlékezésében azt láthatjuk, amint egy munkaközvetítő elbocsátja John-t egy időre állásából ideiglenes depresszióra hivatkozva, miután alaposan kikérdezte őt állapotáról.
Később a pihenő Locke-hoz egy fiatal kopogtat be. Elmondja, hogy anyja beleszeretett egy férfiba, akinek John odaadta a veséjét. A fiúnak nem stimmel valami anyja kedvesével, ezért Locke-hoz fordul, mivel úgy gondolja, ha valaki odaadta annak az embernek a veséjét, nem lehet olyan rossz ember. De John azt hazudja, hogy névtelen felajánlás volt, és sohasem találkoztak.
Ezek után Locke egy virágüzletben találkozik Anthony-val, aki épp csokrot válogat párjával az esküvőre. Cooper odamegy John-hoz, majd Jonh elmeséli, hogy a nő fia ellátogatott hozzáés az a gyanúja, csak a pénzéért veszi el anyját. Locke a fairplay érdekében arra kéri a férfit, szakítson a nővel szeme láttára, vagy elmondja neki az igazságot.
A következő visszatekintésben két nyomozó egy Peter Talbot nevű emberről kérdezik, mialatt Locke a lakásába tart. John elmismeri, hogy a fiú két napja meglátogatta őt, ám csak árulni szeretett volna valamit, így elküldte. A nyomozók elmdonják, hogy a család vagyona 200 millió dollárra rúg, így elég valószínűtlen, hogy el szeretett volna adni valamit. Azt is elmondják, hogy a férfi neve a fiatal zsebében volt felírva egy cetlire. Locke megtudakolja, miért kutatták át a fiú zsbebeit: Peter meghalt.
A legutolsó visszaemlékezésben John beront Anthony hotelszobájába, ahol kérdőre vonja, ki ölte meg a fiút. Ám Cooper tagadja a vádat, és azt mondta, maga a kedvese mondta le az esküvőt. Locke megkérdi, ezt mondaná-e ő is, ha most felhívná. John elindul a telefon felé, ám apja kilöki őt az ablakon, és nyolc emeletet zuhan. Csodával határos módon túléli, ám rendkívüli megrázkódtatásként éli át, mikor beültetik a tolószékbe.

### Valós idejű történések
A Többiek tábora mellett, a bokrokban elrejtőzve Locke, Sayid, Kate és Rousseau megdöbbenve látják, hogy Jack Tommal futballozik. Rousseau közben észrevétlenül elillan. Juliet után a kerekesszékes Ben is kijön egy házból és kezet fog Jack-el. Jack mosolyog, majd mind a hárman bemennek. A "leskelődök" megdöbbennek. Kate dühös; felhúzza a puskája ravaszát. De Sayid figyelmezteti: lehet, hogy Jack nem szeretné, ha megmentenék. Kate szerint a Többiek csináltak valamit Jack-el. Locke szakítja őket félbe, mondván: "Jack-ről van szó. Amikor legelőször találkoztam vele, az élete kockáztatásával mentett ki embereket az égő repülő roncsából. Ha cimbizik a Többiekkel, biztos vagyok benne, hogy jó oka van rá. Beszélnünk kell vele, hogy egyáltalán mi folyik itt."
Mikor mind a hárman megvárjűk az éjszakát, Jack háza felé lopóznak. Kate a főbejáraton megy be, és hamar megpillantja Jack-et, miközben az zongorázik. Érzelmek futnak át rajta, de Jack nyugtalan. Jack arra kéri, hogy menjen el azonnal. Azt mondja, kamerákkal figyelik, és rá is mutat egyre a szobában. Kate viszont nem akar elmenni nélküle. Eközben Locke betör Ben házába, aki jelenleg ágyban gyengélkedik műtéte után. Beszélgetésbe elegyednek (a tengeralattjáráról és Mikhail-ről), mikor beront a szobába Alex, kintről pedig Tom kopgotat az ajtón. Locke elfogja Alxet és behurcolja magával a ruhásszekrénybe, míg Tom bejön pár ember kíséretében, és közli, hogy elfogták Austen-t és Jarrah-ot. Ben kéri, hogy hozzák ide a Tallahassee-i férfit, és hagyják magára. Ben megkéri Jonh-t, segítse át a kerekesszékbe. Ekkor Locke előterjeszti követelését: szeretné, ha Alex idehozná Sayid hátizsákját. Ben-nek összeáll a kép: ha John ismeri Bakunin-t, járt a Láng állomás-on, így szerezhetett robbanószert, amivel fel szeretné robbantani a tengeralattjárót.
Kate-et megbilincselve egy bárba viszik, ahol meglátogatja Jack. Megkérdőjelezi, miért jöttek vissza megmenteni őt noha megtilotta azt; és elmondja, hogy holnap kora hajnalban elengedik a Szigetről (Juliet-tel együtt).
Alex elmegy a táskáért, majd odaadja Locke-nak. Ben azt ígéri John-nak, ha nem robbantja fel a tengeralattjárót, mutat neki egy dobozt, melyet ha kinyit, azt találja benne, amit szeretne. Locke nem él az ajánlattal, így Alex elkíséri őt a tengeralattjáróig, ahol John elhelyezi a C4-es robbanótölteteket.
Juliet és Jack ezek után indulásra készen elbúcsúznak Ben-től. Jack kér egy utolsó szívességet Ben-től: ha elment, engedje el a barátait. Ben szavát adja, hogy ha Jack elhagyta a Szigetet, szabadon engedi őket. Páran kikísérik a távozókat a dokkhoz.
Mikor odaérnek, a dokknál a csuromvizes (épp a tengeralattjáróból távozó) Locke-ot találják, akit lefegyverezenek. Jonh bocsánatot kér, majd hátuk mögött felrobban a tengeralattjáró.
Ezután Ben ellátogat Locke cellájába, és újra a "varázsdobozról" beszélgetnek. ben kifejezi háláját, hogy felrobbantotta a tengeralattjárót, mivel így sem Sayid-ot és Kate-et, sem Jack-et és Juliet-et nem kell elveszítenie. Linus elkíséri John-t egy másik cellához. "Felkészült, hogy megnézze?" – kérdezi Ben, majd segédje kinyitja a cella ajtaját. Locke legnagyobb megdöbbenésére apja ül bent egy széken bekötött szájjal…
|  | Itt a vége a cselekmény részletezésének! |